# 代薩鄉 (多爾日縣)
43°52′N 23°02′E / 43.867°N 23.033°E
代薩鄉（羅馬尼亞語：Comuna Desa, Dolj），是羅馬尼亞的鄉份，位於該國西南部，由多爾日縣負責管轄，處於布加勒斯特以西250公里，每年平均降雨量919毫米，海拔高度36米，2007年人口4,912。